# Filmes de 1934 da Monogram Pictures

## Filmes do ano
| Título                   | Estrelado por    | Dirigido por       | Gênero   |
| ------------------------ | ---------------- | ------------------ | -------- |
| 16 Fathoms Deep          | Sally O’Neill    | Armand Schaefer    | Ação     |
| A Girl of the Limberlost | Louise Dresser   | Christy Cabanne    | Drama    |
| A Successful Failure     | William Collier  | Arthur Lubin       | Comédia  |
| A Woman’s Man            | John Halliday    | Edward Ludwig      | Comédia  |
| Beggars in Ermine        | Lionel Atwill    | Phil Rosen         | Drama    |
| Blue Steel               | John Wayne       | Robert N. Bradbury | Faroeste |
| City Limits              | Frank Craven     | William Nigh       | Comédia  |
| Flirting with Danger     | Robert Armstrong | Vin Moore          | Comédia  |
| Girl o’ My Dreams        | Mary Carlisle    | Ray McCarey        | Comédia  |
| Happy Landing            | Ray Walker       | Robert N. Bradbury | Ação     |
| Jane Eyre                | Virginia Bruce   | Christy Cabanne    | Drama    |
| King Kelly of the U.S.A. | Guy Robertson    | Leonard Fields     | Musical  |
| Lost in the Stratosphere | William Cagney   | Melville Brown     | Comédia  |
| Manhattan Love Song      | Robert Armstrong | Leonard Fields     | Comédia  |
| Million Dollar Baby      | Ray Walker       | Robert Santley     | Comédia  |
| Money Means Nothing      | Wallace Ford     | Christy Cabanne    | Drama    |
| Monte Carlo Nights       | Mary Brian       | William Nigh       | Aventura |
| Mystery Liner            | Noah Beery       | William Nigh       | Aventura |
| 'Neath the Arizona Skies | John Wayne       | Harry Fraser       | Faroeste |
| Randy Rides Alone        | John Wayne       | Harry Fraser       | Faroeste |
| Shock                    | Ralph Forbes     | Roy J. Pomeroy     | Drama    |
| Sing Sing Nights         | Conway Tearly    | Lewis D. Collins   | Suspense |
| The House of Mystery     | Ed Lowry         | William Nigh       | Suspense |
| The Lawless Frontier     | John Wayne       | Robert N. Bradbury | Faroeste |
| The Loudspeaker          | Ray Walker       | Joseph Santley     | Comédia  |
| The Lucky Texan          | John Wayne       | Robert N. Bradbury | Faroeste |
| The Man from Utah        | John Wayne       | Robert N. Bradbury | Faroeste |
| The Moonstone            | David Manners    | Reginald Barker    | Suspense |
| The Star Packer          | John Wayne       | Robert N. Bradbury | Faroeste |
| The Trail Beyond         | John Wayne       | Robert N. Bradbury | Faroeste |
| West of the Divide       | John Wayne       | Robert N. Bradbury | Faroeste |